# 黎母山镇
黎母山镇，是中华人民共和国海南省琼中黎族苗族自治县下辖的一个乡镇级行政单位。

## 行政区划
黎母山镇下辖以下地区：
腰子社区、新林村、腰子村、永木村、大保村、干埇村、南吉村、南利村、握岱村、大木村、合救村、松涛村和新村。